# Mercedes-Benz M278 (двигатель)
Mercedes-Benz M278 — семейство восьмицилиндровых бензиновых поршневых двигателей внутреннего сгорания с V-образной конфигурацией, двойным турбонаддувом и непосредственным впрыском топлива от компании Mercedes-Benz. Является продолжением серии M273. Дебют силового агрегата состоялся осенью 2010 года.
Устанавливается на автомобилях CL-, CLS-, E-, S-классов и SL-, а также внедорожниках GL и ML.

## История
Двигатель Mercedes-Benz M278 был представлен в 2010 году как замена V8 M273. Введение новой разработки было постепенным и началось с осени того же года. Первыми моделями, оснащёнными M278, стали автомобили S- (W221) и CL-классов (C216). Позже на основе силового агрегата были разработаны улучшенные по характеристикам производительности двигатели M152 и M157. С 2011 года силовой агрегат стал доступен для E-класса.
Для моделей S-класса 2014 года (W222) мощность была увеличена до 455 л.с. (335 кВт) при 5250 оборотах в минуту, с сохранением крутящего момента в 700 Н·м при 1800-3500 об/мин.

## Описание
Двигатель Mercedes-Benz M278 представляет собой V8 бензиновый агрегат с углом развала цилиндров 90° и непосредственным впрыском топлива в цилиндры (CGI). Он происходит от предыдущего представителя серии M273, разделяя с ним такие характеристики и элементы, как диаметр поршней, алюминиевый блок двигателя и гильзы цилиндров с низким коэффициентом трения из алюминия и кремния. Однако, на нём используется система непосредственного впрыска топлива Bosch третьего поколения с пьезо-электрическими форсунками (которые способны осуществлять впрыск топлива до пяти раз за такт) и мульти-искровым зажиганием, которое обеспечивает наиболее эффективное сгорание топлива (как следствие, улучшается производительность и экономичность). При работе двигателя новые форсунки способствуют снижению расхода топлива, уровня вредных выбросов и шума, а также оптимизации процесса пуска холодного двигателя. Другие изменения включают улучшенную систему изменения фаз газораспределения (она стала на 35 % быстрее и работает в более широком диапазоне), новый механизм ГРМ и новые элементы двигателя (например, масляной, водяной и топливный насосы, а также генератор), которые уменьшают паразитные нагрузки. Многие из этих особенностей являются общими с V6 двигателями семейства M276. Газораспределительный механизм — DOHC, четыре клапана на цилиндр.
Двигатель M278 располагает рабочим объёмом в 4663 см3 и оснащён системой двойного турбонаддува (каждый турбонагнетатель фирмы Honeywell Garrett с регулятором давления обеспечивает наддув для одного ряда цилиндров; воздух попадает в цилиндры под давлением 0,9 бара). За счёт этого он получился существенно мощнее чем предшественник. Кроме того, были снижены расход топлива (на 22 %) и улучшены экологические характеристики. Компактный воздушно-водяной охладитель оптимально охлаждает наддувочный воздух и улучшает термодинамический КПД; короткое расстояние, проходимое потоком воздуха, способствует повышению эффективности двигателя. Рециркуляция ОГ производится через металлический выпускной коллектор. За счёт быстрого реагирования каталитического нейтрализатора он способствует снижению уровня вредных выбросов.
Диаметр цилиндров составляет 92,9 мм, ход поршня — 86 мм, шаг цилиндров (расстояние между осями) — 109 мм. Степень сжатия — 10,5:1 для стандартной модификации силового агрегата. На двигателе установлена новая, малошумная приводная система с зубчатыми цепями; цепь привода распределительного вала выполнена из трёх отдельных цепных приводов, регулируемых соответственно одним натяжным устройством. Для впуска и выпуска используется по два регулятора фаз газораспределения, а интегрированный управляющий клапан обеспечивает оптимальное наращивание крутящего момента уже на низких оборотах. Жёсткий картер двигателя выполнен из алюминиевого сплава с гильзами цилиндров из алюминия и кремния. Для охлаждения днища поршня используются масляные форсунки. Для подачи масла применяется компактный пластинчатый масляный насос с регулировкой количества масла по потребности и включаемой на основании параметров ступенью давления. Экономия топлива достигается не только применением системы «старт-стоп», но и оптимизацией работы генератора (с функцией рекуперации), а также систем охлаждения и смазки, связанных общим теплообменником. Давление в масляном контуре составляет от двух до четырёх бар в зависимости от нагрузки, и при необходимости термостат прогоняет лубрикант по дополнительному каналу через промежуточный охладитель.
Для уменьшения массы двигателя применяются более компактные элементы агрегата. Кроме того, в водяном контуре вместо алюминиевых и стальных деталей применяются изделия из пластмассы. Общий вес силового агрегата составляет 220 кг.
Мощность двигателя Mercedes-Benz M278 составляет 435 л.с. (320 кВт) при 5250 оборотах в минуту с 700 Н·м крутящего момента при 1800-3500 об/мин для S-, CL-, SL- и GL-классов. Существуют модели CLS-, Е- и М-классов с пониженными до 408 л.с. (300 кВт) и 600 Н·м крутящего момента характеристиками производительности.

## Технические характеристики

### DE46 AL red.
| Модель | Автомобиль | Годы выпуска     |
| --- | ---------- | ---------------- |
| Рабочий объём: 4663 см3, мощность: 270 кВт (367 л.с.) при 5250 об/мин, крутящий момент: 550 Н·м при 2700–5000 об/мин |            |                  |
| GL450 | X166       | с 2012           |
| Рабочий объём: 4663 см3, мощность: 300 кВт (408 л.с.) при 5250 об/мин, крутящий момент: 600 Н·м при 1600–4750 об/мин |            |                  |
| ML500 ML500 BlueEFFICIENCY                                                                                           | W166       | с 2013 2012–2013 |
| E500 E500 BlueEFFICIENCY                                                                                             | W/S 212    | с 2013 2011–2013 |
| CLS500 CLS500 BlueEFFICIENCY                                                                                         | C/X 218    | с 2013 2011–2013 |

### DE46 AL
| Модель | Автомобиль | Годы выпуска     |
| --- | ---------- | ---------------- |
| Рабочий объём: 4663 см3, мощность: 320 кВт (435 л.с.) при 5250 об/мин, крутящий момент: 700 Н·м при 1800–3500 об/мин |            |                  |
| GL500 GL 500 BlueEFFICIENCY                                                                                          | X166       | с 2013 2012–2013 |
| CL500 CL 500 BlueEFFICIENCY                                                                                          | C216       | с 2013 2010–2013 |
| S500 BlueEFFICIENCY                                                                                                  | W/V 221    | 2011–2013        |
| SL500 | R231       | 2012–2015        |
| Рабочий объём: 4663 см3, мощность: 335 кВт (455 л.с.) при 5250 об/мин, крутящий момент: 700 Н·м при 1800–3500 об/мин |            |                  |
| S500 Coupé | C217       | с 2015           |
| S500 4MATIC Coupé | C217       | с 2014           |
| S500 | W/V 222    | с 2013           |
| Maybach S500 | X222       | с 2015           |
| SL500 | R231       | с 2015           |
| GLE Coupé 500 | C292       | с 2016           |